# Diphyus integratus
Diphyus integratus är en stekelart som först beskrevs av Cameron 1897.  Diphyus integratus ingår i släktet Diphyus och familjen brokparasitsteklar. Inga underarter finns listade i Catalogue of Life.